# Cymatium lotorium
A Cymatium lotorium a csigák (Gastropoda) osztályának Littorinimorpha rendjébe, ezen belül a Ranellidae családjába tartozó faj.

## Előfordulása
A Cymatium lotorium előfordulási területe az Indiai- és a Csendes-óceánok határán levő, trópusi korallzátonyain van. Az ausztráliai és az Indiai-óceáni korallzátonyokon nagyon közönségesnek, azaz gyakorinak számít. Ez a csigafaj már az eocén korban is létezett, mintegy 55,8 millió évvel ezelőtt.

## Megjelenése
E tengeri csigafaj házának a mérete, akár 90-160 milliméteres is lehet. A ház nagyon durva tapintású, rajta számos bog és egyéb kinövés van. Az alapszíne barnássárga, sötétbarna és fehér mintázatokkal.

## Életmódja
Ragadozó életmódot folytató állat.

## Képek

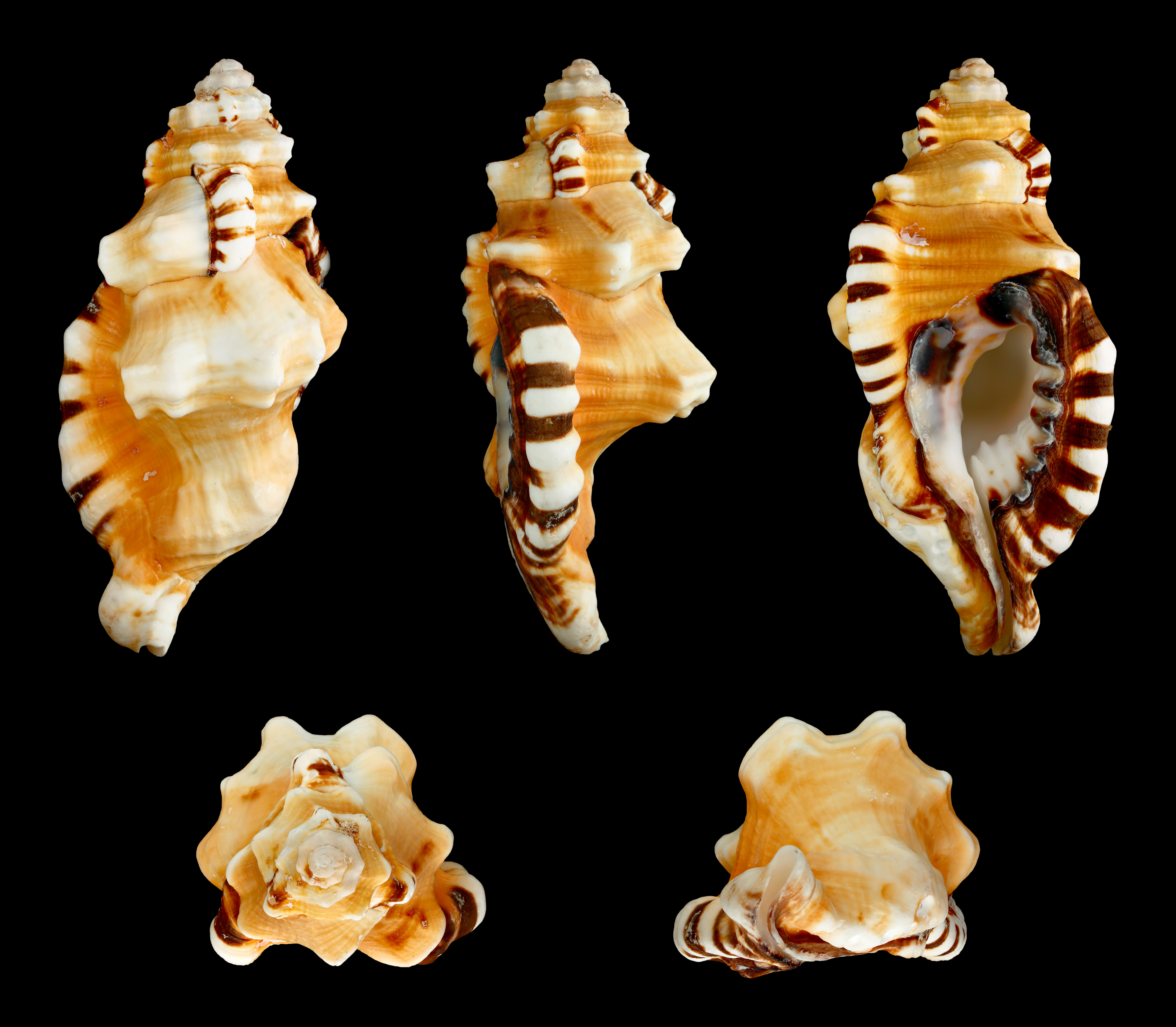
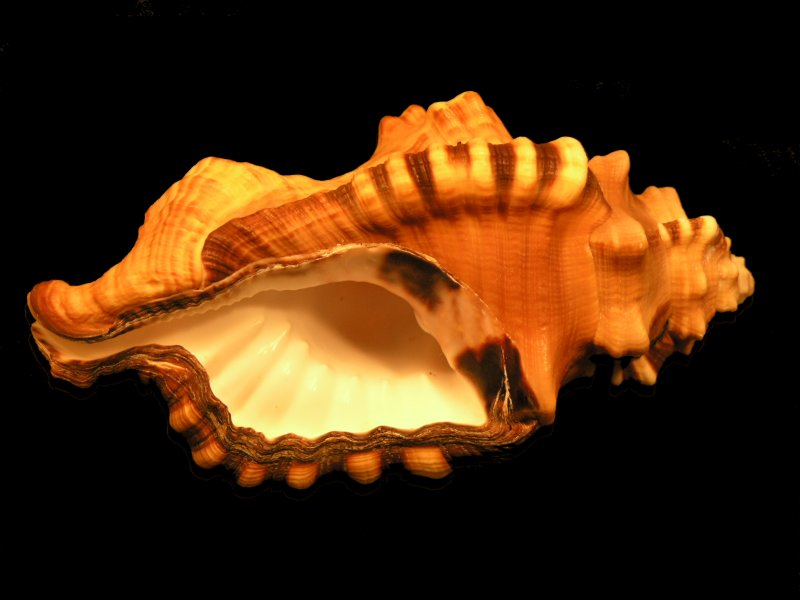
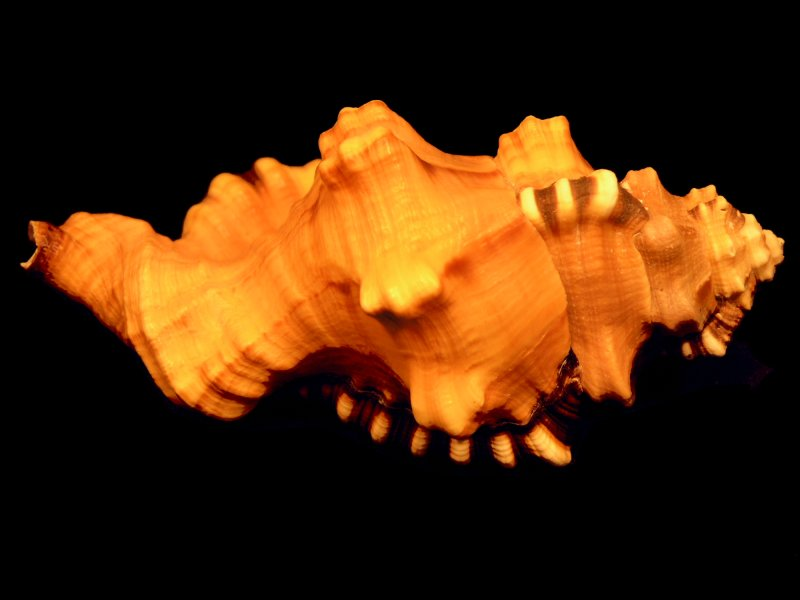
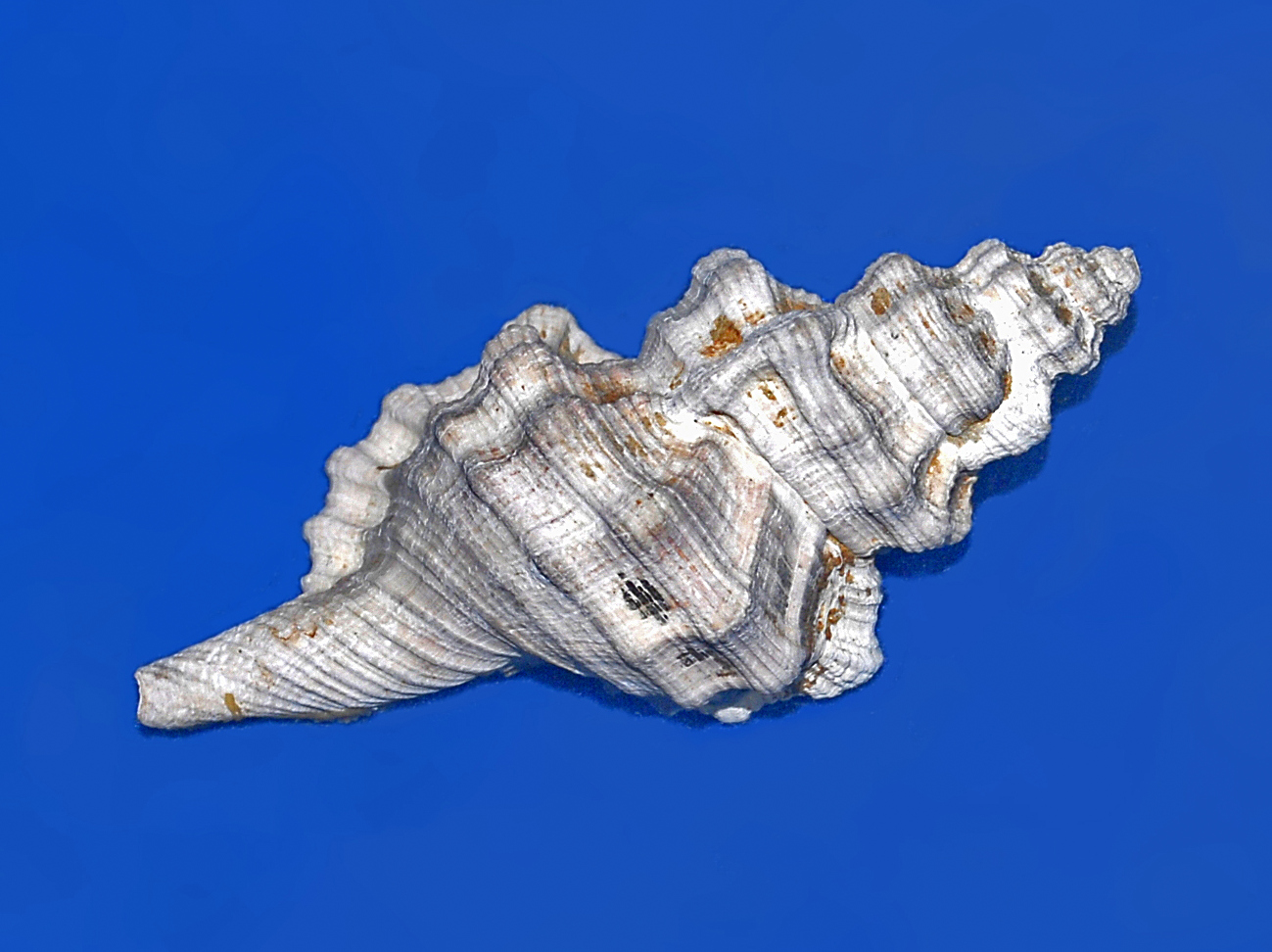
pliocén kori képviselője, Olaszországból

### Fordítás
- Ez a szócikk részben vagy egészben  a   Cymatium lotorium című angol Wikipédia-szócikk ezen változatának fordításán alapul.  Az eredeti cikk szerkesztőit annak laptörténete sorolja fel. Ez a jelzés csupán a megfogalmazás eredetét és a szerzői jogokat jelzi, nem szolgál a cikkben szereplő információk forrásmegjelöléseként.